# Eumichtochroa
Eumichtochroa là một chi bướm đêm thuộc họ Erebidae.